# The Resident (série de televisão)
The Resident (No Brasil, O Residente)é uma série médica americana de televisão criada por Amy Holden Jones, Hayley Schore e Roshan Sethi. Possui o gênero dramático. O piloto foi ordenado a série pela Fox em 10 de maio de 2017. Seu primeiro episódio foi exibido no dia 21 de janeiro de 2018, com entrada de meio período na temporada de televisão de 2017-18 na mesma emissora ordenada e a Fox Brasil.
Em 7 de maio de 2018, a série foi renovada para segunda temporada que estreou em 24 de setembro do mesmo ano. Em março de 2019, a série foi renovada para terceira temporada que estreou em 24 de setembro de 2019. Em maio de 2020, a série foi renovada para quarta temporada, que estreou em 12 de janeiro de 2021. Em maio de 2021, a série foi renovada para quinta temporada, lançada em 21 de setembro de 2021. Em maio de 2022, a série foi renovada para uma sexta temporada, que estreou em 20 de setembro de 2022.  Em abril de 2023, a série foi cancelada após seis temporadas.

## Elenco

### Regular
| Ator                   | Personagem             | Temporadas | Temporadas   | Temporadas | Temporadas | Temporadas   |
| Ator                   | Personagem             | 1          | 2            | 3          | 4          | 5            |
| ---------------------- | ---------------------- | ---------- | ------------ | ---------- | ---------- | ------------ |
| Matt Czuchry           | Conrad Hawkins         | Principal  | Principal    | Principal  | Principal  | Principal    |
| Emily VanCamp          | Nicolette "Nic" Nevin  | Principal  | Principal    | Principal  | Principal  | Participação |
| Manish Dayal           | Devon Pravesh          | Principal  | Principal    | Principal  | Principal  | Principal    |
| Shaunette Renée Wilson | Mina Okafor            | Principal  | Principal    | Principal  | Principal  | Principal    |
| Bruce Greenwood        | Randolph Bell          | Principal  | Principal    | Principal  | Principal  | Principal    |
| Moran Atias            | Renata Morali          | Principal  |              |            |            |              |
| Merrin Dungey          | Claire Thorpe          | Principal  |              |            |            |              |
| Melina Kanakaredes     | Lane Hunter            | Principal  | Participação |            |            |              |
| Malcolm-Jamal Warner   | AJ "The Raptor" Austin | Principal  | Principal    | Principal  | Principal  | Principal    |
| Glenn Morshower        | Marshall Winthrop      | Principal  | Principal    | Principal  | Principal  | Principal    |
| Jane Leeves            | Kitt Voss              |            | Principal    | Principal  | Principal  | Principal    |
| Morris Chestnut        | Barrett Cain           |            |              | Principal  | Principal  | Principal    |

- Matt Czuchry como Conrad Hawkins
- Emily VanCamp como Nicolette "Nic" Nevin
- Manish Dayal como Devon Pravesh: medico interno de primeiro ano do Chastain Park Memorial Hospital.
- Shaunette Renée Wilson como Mina Okafor: cirurgiã  residente do Chastain Park Memorial Hospital.
- Bruce Greenwood como Randolph Bell
- Moran Atias como Renata Morali
- Merrin Dungey como Claire Thorpe
- Melina Kanakaredes como Lane Hunter
- Malcolm-Jamal Warner como AJ "The Raptor" Austin
- Glenn Morshower como Marshall Winthrop
- Jane Leeves como Kitt Voss
- Morris Chestnut como Barrett Cain

### Recorrente
- Tasie Lawrence como Priya Nair
- Violett Beane como Lily Kendall
- Warren Christie como Jude Silva
- Tasso Feldman como Irving Feldman
- Jocko Sims como Ben Wilmot
- Patrick R. Walker como Micah Stevens
- Steven Reddington como Bradley Jenkins
- Catherine Dyer como Alexis Stevens
- Jenna Dewan como Julian Booth

## Episódios
| Temporada | Temporada | Episódios | Episódios | Originalmente exibido  | Originalmente exibido |
| Temporada | Temporada | Episódios | Episódios | Estreia da temporada   | Final da temporada    |
| --------- | --------- | --------- | --------- | ---------------------- | --------------------- |
|           | 1         | 14        | 14        | 21 de janeiro de 2018  | 14 de maio de 2018    |
|           | 2         | 23        | 23        | 24 de setembro de 2018 | 6 de maio de 2019     |
|           | 3         | 20        | 20        | 24 de setembro de 2019 | 7 de abril de 2020    |
|           | 4         | 14        | 14        | 12 de janeiro de 2021  | 18 de maio de 2021    |
|           | 5         | 23        | 23        | 21 de setembro de 2021 | 17 de maio de 2022    |
|           | 6         | 13        | 13        | 20 de setembro de 2022 | 17 de janeiro de 2023 |

### 1.ª temporada (2018)
| N.º geral | N.º na temp. | Título                           | Dirigido por    | Escrito por                                                                     | Exibição original       | Audiência nos Estados Unidos (milhões) |
| --------- | ------------ | -------------------------------- | --------------- | ------------------------------------------------------------------------------- | ----------------------- | -------------------------------------- |
| 1         | 1            | "Pilot"                          | Phillip Noyce   | Amy Holden Jones & Hayley Schore & Roshan Sethi                                 | 22 de janeiro de 2018   | 8,65                                   |
| 2         | 2            | "Independence Day"               | Phillip Noyce   | Amy Holden Jones                                                                | 22 de janeiro de 2018   | 4,70                                   |
| 3         | 3            | "Comrades in Arms"               | Rob Corn        | Andrew Chapman                                                                  | 29 de janeiro de 2018   | 4,75                                   |
| 4         | 4            | "Identity Crisis"                | Bill D'Elia     | Elizabeth J.B. Klaviter                                                         | 5 de fevereiro de 2018  | 4,87                                   |
| 5         | 5            | "None the Wiser"                 | James Roday     | Todd Harthan & Tianna Majumdar-Langham & Chris Bessounian                       | 26 de fevereiro de 2018 | 3,86                                   |
| 6         | 6            | "No Matter the Cost"             | David Rodriguez | Nkechi Okoro Carroll                                                            | 5 de abril de 2018      | 4,08                                   |
| 7         | 7            | "The Elopement"                  | Rob Corn        | ASD                                                                             | 12 de março de 2018     | 3,80                                   |
| 8         | 8            | "Family Affair"                  | Thomas Carter   | História por : Kevin Falls Teleplay por : Nkechi Okoro Carroll & Zachary Lutsky | 19 de março de 2018     | 4,22                                   |
| 9         | 9            | "Lost Love"                      | Bronwen Hughes  | Amy Holden Jones                                                                | 26 de março de 2018     | 4,21                                   |
| 10        | 10           | "Haunted"                        | David Crabtree  | Andrew Chapman                                                                  | 23 de abril de 2018     | 4,30                                   |
| 11        | 11           | "And the Nurses Get Screwed"     | Liz Allen       | Elizabeth J.B. Klaviter & Peter Chen                                            | 23 de abril de 2018     | 3,95                                   |
| 12        | 12           | "Rude Awakenings and the Raptor" | James Roday     | Michael Notarile                                                                | 30 de abril de 2018     | 3,91                                   |
| 13        | 13           | "Run, Doctor, Run"               | James Roday     | Todd Harthan & Tianna Majumdar-Langham & Chris Bessounian                       | 7 de maio de 2018       | 4,01                                   |
| 14        | 14           | "Total Eclipse of the Heart"     | Rob Corn        | Amy Holden Jones & Andrew Chapman                                               | 14 de maio de 2018      | 4,29                                   |

### 2.ª temporada (2018–2019)
| N.º geral | N.º na temp. | Título                             | Dirigido por          | Escrito por                                | Exibição original       | Audiência nos Estados Unidos (milhões) |
| --------- | ------------ | ---------------------------------- | --------------------- | ------------------------------------------ | ----------------------- | -------------------------------------- |
| 15        | 1            | "00:42:30"                         | Rob Corn              | Todd Harthan & Elizabeth J.B. Klaviter     | 24 de setembro de 2018  | 4,88                                   |
| 16        | 2            | "The Prince & The Pauper"          | Nicole Rubio          | Amy Holden Jones & Andrew Chapman          | 1 de outubro de 2018    | 4,88                                   |
| 17        | 3            | "Three Words"                      | Paul McCrane          | Marqui Jackson                             | 8 de outubro de 2018    | 4,92                                   |
| 18        | 4            | "About Time"                       | Geary McLeod          | Marc Halsey                                | 15 de outubro de 2018   | 4,68                                   |
| 19        | 5            | "The Germ"                         | Jann Turner           | Elizabeth Klaviter & Jen Klein             | 22 de outubro de 2018   | 4,78                                   |
| 20        | 6            | "Nightmares"                       | David Crabtree        | Todd Harthan & Andrew Chapman              | 29 de outubro de 2018   | 4,97                                   |
| 21        | 7            | "Trial & Error"                    | Rob Greenlea          | Chris Bessounian & Tianna Majumdar-Langham | 5 de novembro de 2018   | 4,93                                   |
| 22        | 8            | "Heart in a Box"                   | James Whitmore Jr.    | Marqui Jackson & Joshua Troke              | 19 de novembro de 2018  | 4,41                                   |
| 23        | 9            | "The Dance"                        | Rob Corn              | Amy Holden Jones & Andrew Chapman          | 26 de novembro de 2018  | 5,09                                   |
| 24        | 10           | "After the Fall"                   | Edward Ornelas        | Marc Halsey & Jen Klein                    | 14 de janeiro de 2019   | 5,51                                   |
| 25        | 11           | "Operator Error"                   | Timothy A. Good       | Elizabeth J.B. Klaviter & Emily Pressley   | 21 de janeiro de 2019   | 5,45                                   |
| 26        | 12           | "Fear Finds a Way"                 | Bronwen Hughes        | ASD                                        | 28 de janeiro de 2019   | 5,28                                   |
| 27        | 13           | "Virtually Impossible"             | Valerie Weiss         | Amy Holden Jones & Eric I. Lu              | 4 de fevereiro de 2019  | 5.42                                   |
| 28        | 14           | "Stuped Things in the Name of Sex" | David Crabtree        | Jen Klein                                  | 11 de fevereiro de 2019 | 5.24                                   |
| 29        | 15           | "Queens"                           | John Brawley          | Jenny Deiker Restivo                       | 18 de fevereiro de 2019 | 5.13                                   |
| 30        | 16           | "Adverse Events"                   | Bronwen Hughes        | ASD                                        | 4 de março de 2019      | 5.12                                   |
| 31        | 17           | "Betrayal"                         | Robert Duncan McNeill | ASD                                        | 18 de março de 2019     | 5.15                                   |
| 32        | 18           | "Emergency Contact"                | Satya Bhabha          | Marqui Jackson & Michael Notarile          | 25 de março de 2019     | 4.97                                   |
| 33        | 19           | "Snowed In"                        | Kelli Williams        | Eric I. Lu & Daniela Lamas                 | 1 de abril de 2019      | 5.28                                   |
| 34        | 20           | "Black Cloud"                      | ASD                   | ASD                                        | 15 de abril de 2019     | 4.54                                   |
| 35        | 21           | "Stuck as Foretold"                | ASD                   | ASD                                        | 22 de abril de 2019     | 4.85                                   |
| 36        | 22           | "Broker and Broker"                | ASD                   | ASD                                        | 29 de abril de 2019     | 5.15                                   |
| 37        | 23           | "The Unbefriended"                 | ASD                   | ASD                                        | 6 de maio de 2019       | 5.01                                   |

### 3.ª temporada (2019–2020)
| N.º geral | N.º na temp. | Título     | Dirigido por | Escrito por                            | Exibição original      | Audiência nos Estados Unidos (milhões) |
| --------- | ------------ | ---------- | ------------ | -------------------------------------- | ---------------------- | -------------------------------------- |
| 38        | 1            | "00:45:30" | Rob Corn     | Todd Harthan & Elizabeth J.B. Klaviter | 24 de setembro de 2018 | 4,88                                   |